# عبد الله البندك
عبد الله البندك (1910-1974) هو كاتب فلسطيني، ولد في مدينة بيت لحم، وقام بتأسيس جمعية الطلاب العرب فيها.

## تعليمه
تلقى عبد الله تعليمه الابتدائي في مدرسة اللاتين التبشيرية، وكان على صلة وثيقة بالمدرسة وأساتذتها، فاكتسب ثقافة واسعة، وانتقل للعمل في التجارة في وقت مبكّر.
في أواخر العشرينات، انتقل إلى بريطانيا لدراسة الزخرفة بعد أن رشحته سلطات الانتداب البريطاني مع سبعة من رفاقه. وبعد عودته انتدب لتأسيس المدرسة الصناعية في عمان سنة 1936، ثم عاد إلى بيت لحم ليندمج في الحركة الوطنية بانتسابه للحزب الشيوعي الفلسطيني. وكانت الحلقات التي كان يعقدها الأستاذ رئيف خوري في مدرسة صهيون منطلقاً لنشاط عبد الله البندك، ثم أصبح من أعز أصدقائه، وقد اجتذب كلاهما، بالإضافة إلى داوود ترزي، نخبةً من طلاب الصفوف الثانوية بأحاديثهم الوطنية والاجتماعية والسياسة العامة.

## عمله
في سنة 1937، أسس عبد الله جمعية الطلاب العرب في بيت لحم، والتي توجت إنتاجها الأدبي بإصدار ملحق لجريدة صوت الشعب الأسبوعية، وكان عبدالله محرر الملحق ومديره. وفي شهر أيار من نفس العام، صدر العدد الأول من المجلة الخاصّة بالجمعية تحت اسم مجلة الغد، وكان عبد الله مدير شؤون المجلة. ثم غيرت الجمعية اسمها إلى اسم رابطة الطلاب العرب، ولكن المجلة ظلت تحمل اسم الغد.
اعتقلت السلطات البريطانية عبد الله في مطلع سنة 1940 مدة ثلاثة أشهر، ثم انضم إلى صفوف عصبة التعاون والتقارب بين العرب واليهود وبذل فيها جهداً متواصلاً مع شخصيات يهودية، منها المستشرق أهرون كوهين الذي ربطته به علاقات صداقة قوية. وفي الحرب العالمية الثانية، كان من العاملين الأوائل في حركة مقاومة النازية والفاشية في فلسطين، واهتم بزيارة أول وفد سوفييتي إلى البلاد سنة 1942.
ثم حول عبد الله ورفاقه جمعية رابطة الطلاب العرب إلى رابطة المثقفين العرب في فلسطين. وفي سنة 1943، صدر عدد جديد من مجلة الغد يتكلم باسم أعضاء الرابطة الجديدة بإشراف عبد الله البندك. وعندما ظهرت جريدة الاتحاد سنة 1944 ناطقة باسم الحزب الشيوعي، كان عبد الله من المساهمين في الكتابة فيها.
كما نشط في العمل النقابي العمّالي في فلسطين قبل وقوع النكبة في فلسطين، فكان عضواً في كل من:
- عصبة التحرر الوطني.
- اتحاد نقابات العمال.
- جمعية العمال العرب في القدس.
- جمعيات العمال العرب في حيفا.
- مؤتمر العمال العرب في يافا والناصرة وغزة وغيرها.

## وفاته
بعد النكبة في عام 1948، ترك مسقط رأسه وانتقل إلى الأردن ليساهم في النشاط الوطني من خلال نشاط الحزب الشيوعي، وظل إلى أن مات في عمان ودفن فيها عام 1974.